# سن-دیه-ده-ووژ
سَن-دیِه-دِه-وُژ (به فرانسوی: Saint-Dié-des-Vosges) شهری در شمال غربی کشور فرانسه است. جمعیت این شهر بر طبق آمارگیری سال ۲۰۰۶ بالغ بر ۲۲۹۲۶ نفر بوده‌است.

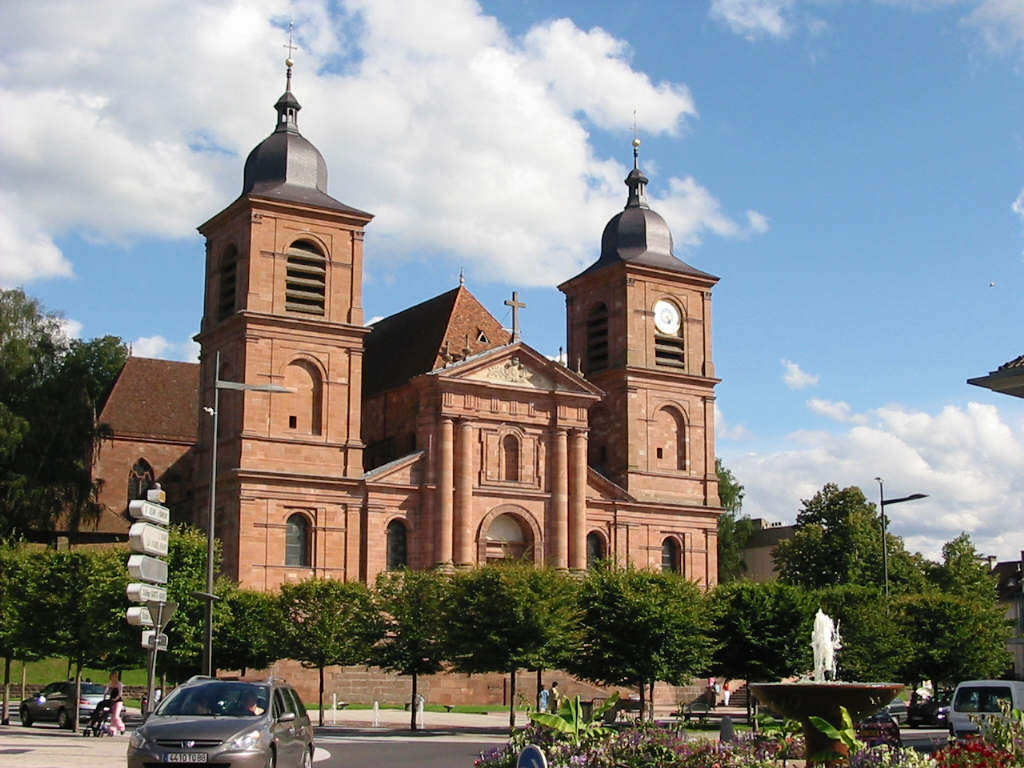